# Vrydagzynea elongata
Vrydagzynea elongata är en orkidéart som beskrevs av Carl Ludwig von Blume. Vrydagzynea elongata ingår i släktet Vrydagzynea och familjen orkidéer. Inga underarter finns listade i Catalogue of Life.